# Décembre 1858
Cette page présente les faits marquants du mois de décembre 1858.

## Événements
- 10 décembre : Napoléon III conclut un traité défensif avec le Piémont.

- 15 décembre : Ferdinand de Lesseps crée la Compagnie du canal universelle maritime de Suez : la France détient la moitié du capital, le khédive d'Égypte 44 %.

## Naissances
- 20 décembre] : Jan Toorop, peintre néerlandais († 3 mars 1928).
- 22 décembre : Giacomo Puccini, compositeur italien († 1924).

## Décès
- 9 décembre : « El Lavi » (Manuel Díaz Cantoral), matador espagnol (° 11 mars 1812).
- 29 décembre : Richard Cheslyn, joueur de cricket amateur anglais (° 17 décembre 1797).